# Přístav Nida
Přístav Nida, litevsky Nidos uostas, se nachází v jižní části města Nida na pobřeží Kurského zálivu Baltského moře ve městě/okrese Neringa v Klajpėdském kraji v Litvě. Mezinárodní přístav je využíván především pro trajekty, přepravu lidí, rybářské a rekreační lodě.

## Historie a současnost přístavu
Přístav Nida je zbudován v místě bývalé vesnice Atragis v nejstarší části Nidy. Na konci 19. století byl přístav výrazně rozšířen pro rybářské a později parní lodě. V období sovětské nadvlády byl přístav dále rozšiřován a bourala se původní stará rybářská zástavba, celnice a hotel. Přepravování lidí začalo v letech 1975-1976 přístavbou prvního mola, v roce 1991 bylo postaveno druhé molo a vznikl dostatečný prostor pro kotvení osobních lodí. V roce 1999 získal přístav status mezinárodního přístavu a bylo zde zřízeno stanoviště hraniční kontroly. V roce 2021 se zde konalo mistrovství světa plachetnic „2021 Platu 25 World Championships“. Od roku 2005 se prováděla rekonstrukce přístavu Nida a dalších přístavů Kurské kosy. Přístav Nida nabízí také turistické spojení s dalšími přístavy Neringy a spojení s opačnou (východní) stranou Kurského zálivu s přístavy v Klajpėdě, Ventainė, Uostadvaris, Minija a Šilutė.
Dění v přístavu ovlivňuje také Nidos jachtklubas (Nidský jachetní klub), kde jeho plachetní lodí je jachta RS-280 „Arabela“, která je ověnčena několika vítězstvími místní sportovní regaty Kuršių marių regatą (Regata Kurského zálivu). V přístavu se také konají občasné kulturní akce.

## Struktura přístavu
Přístav Nida má dvě části a dvě hlavní mola a je řízen navigačními světly. V hlavním přístavu může kotvit až 60 jachet a další možnosti jsou také v rybářské části přístavu. V přístavu jsou také dva menší majáky.

## Galerie

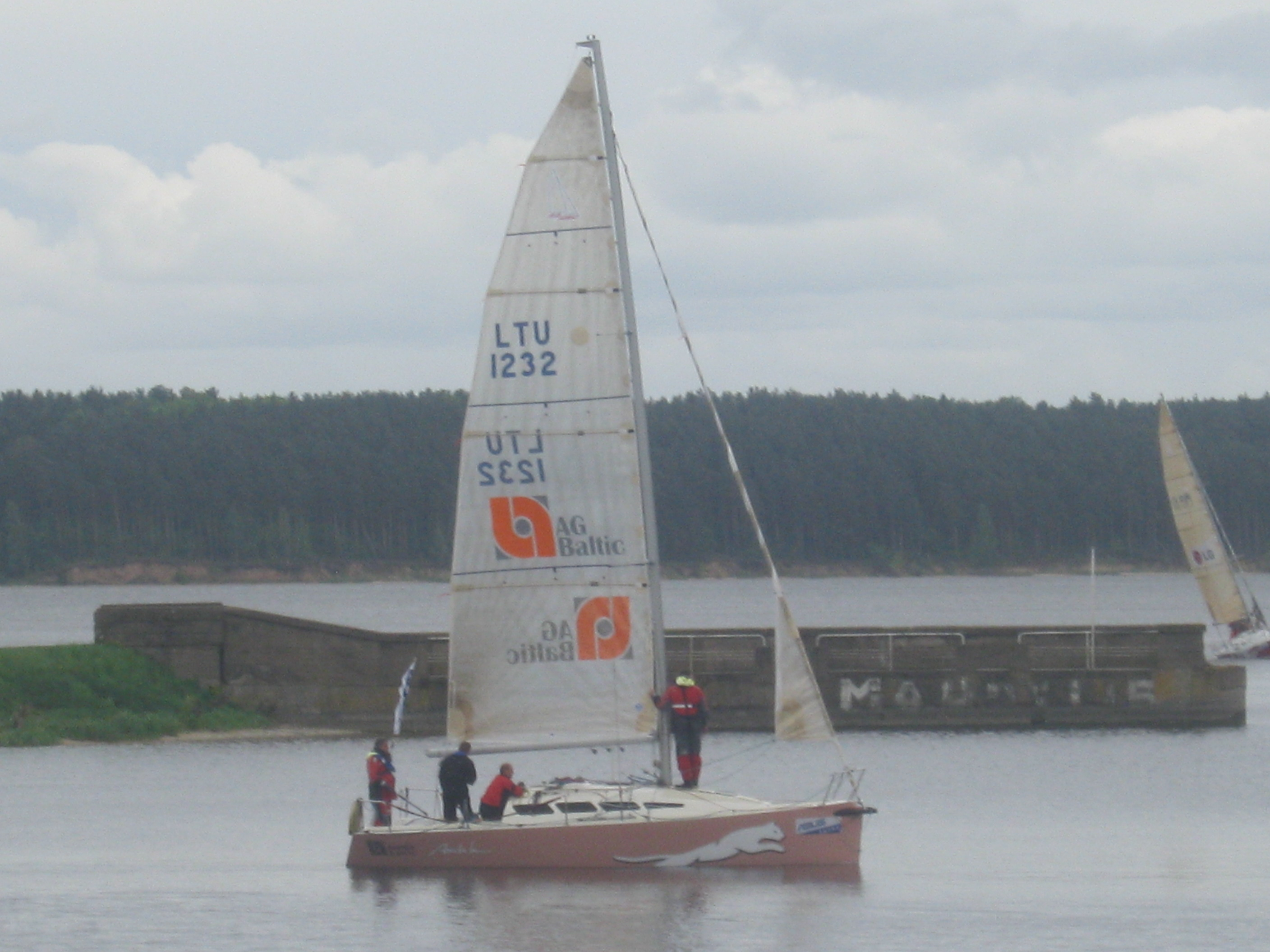
RS-280 „Arabela“
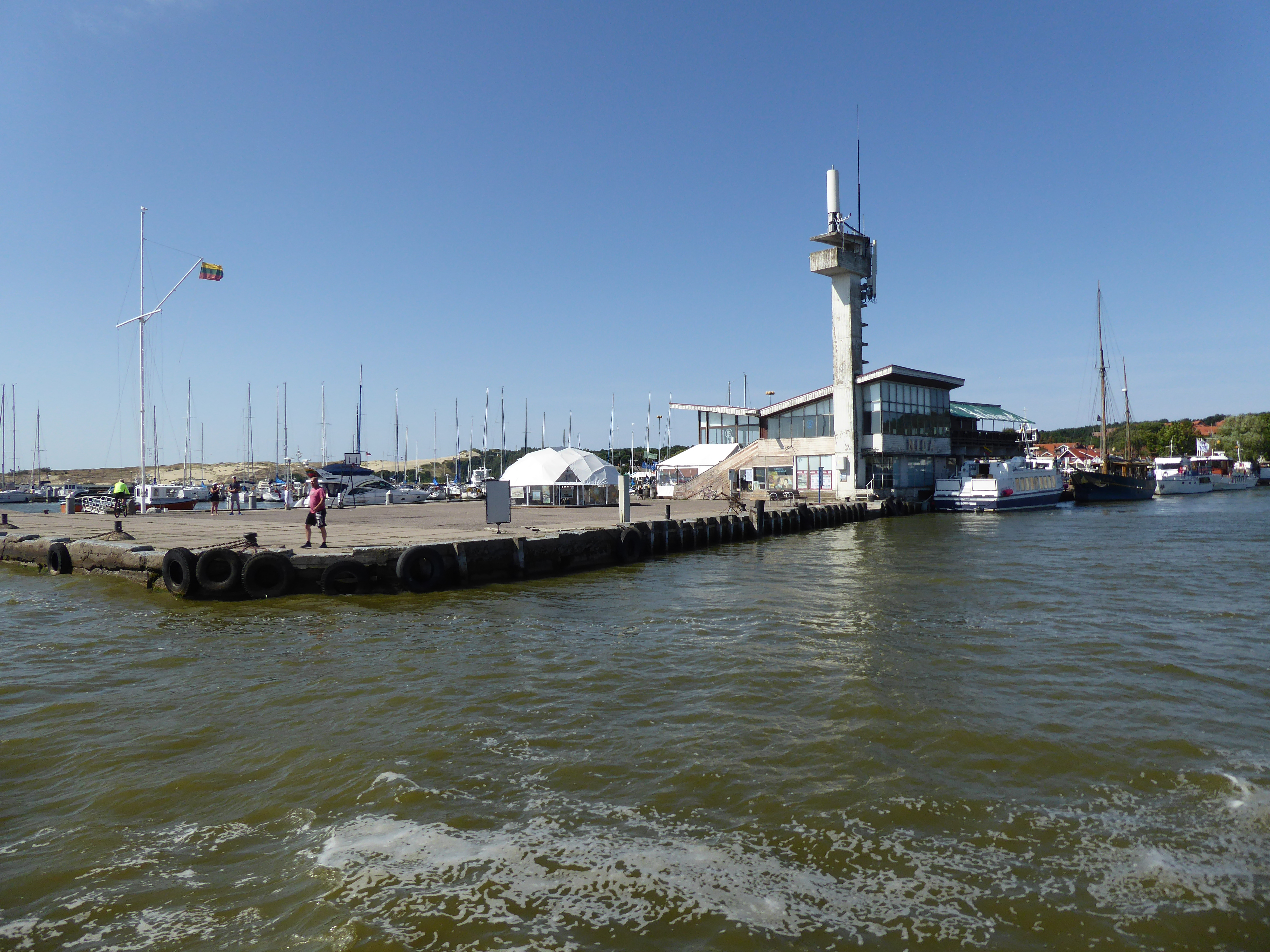
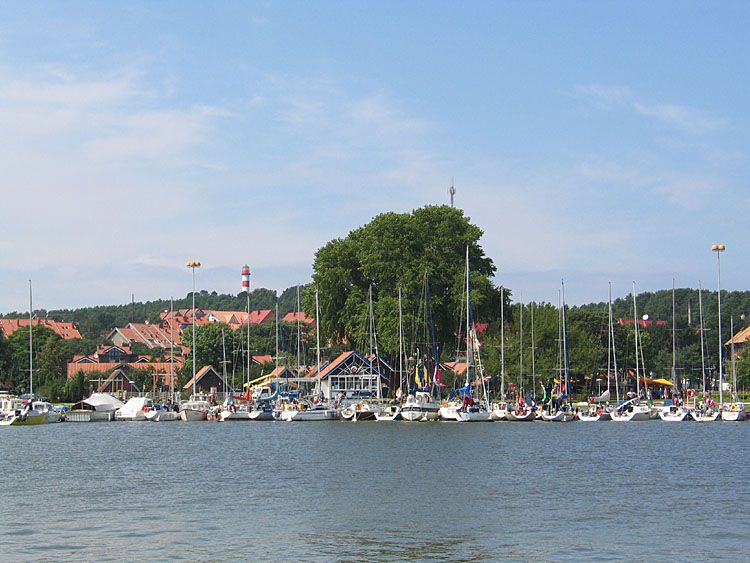
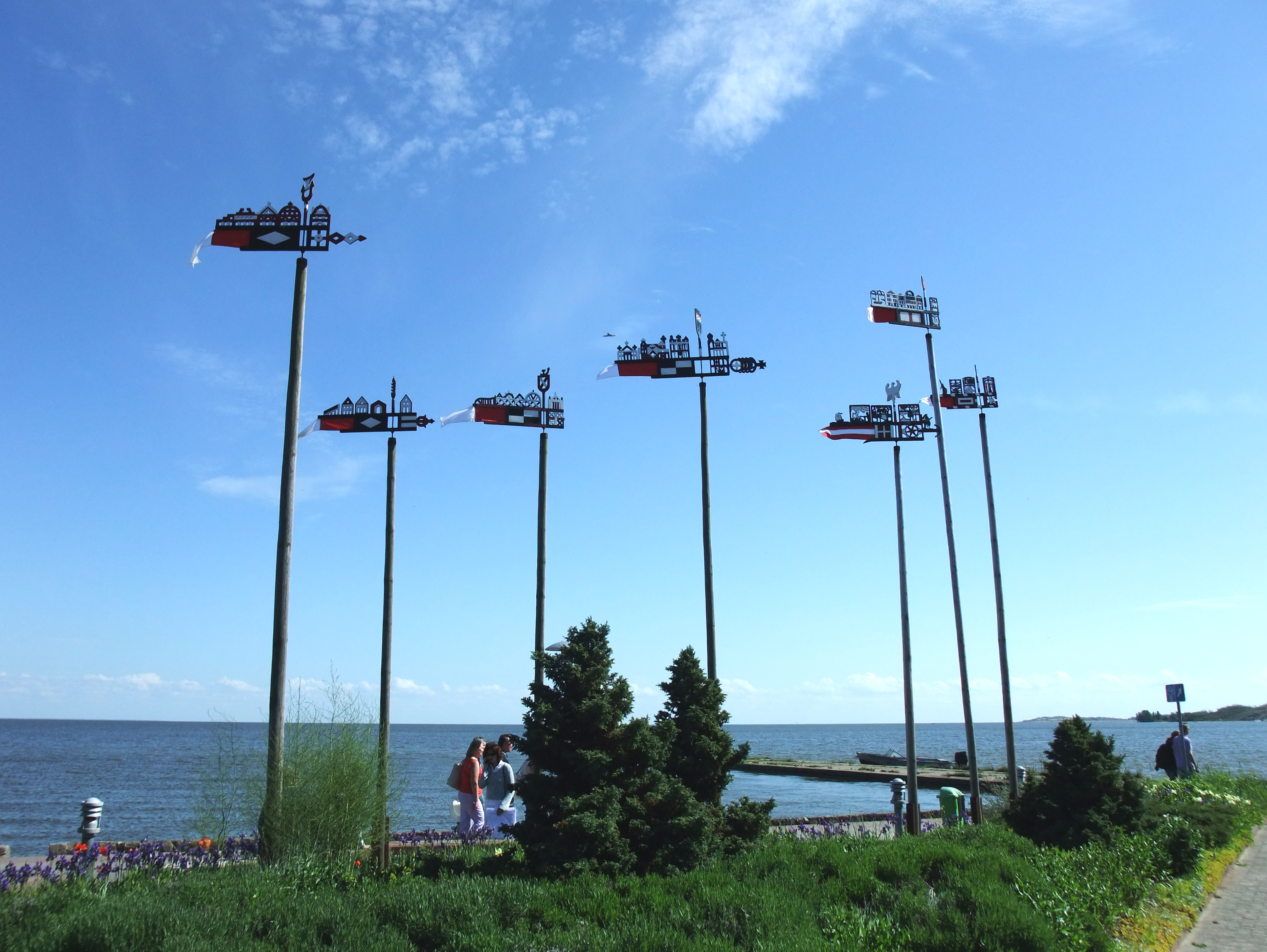
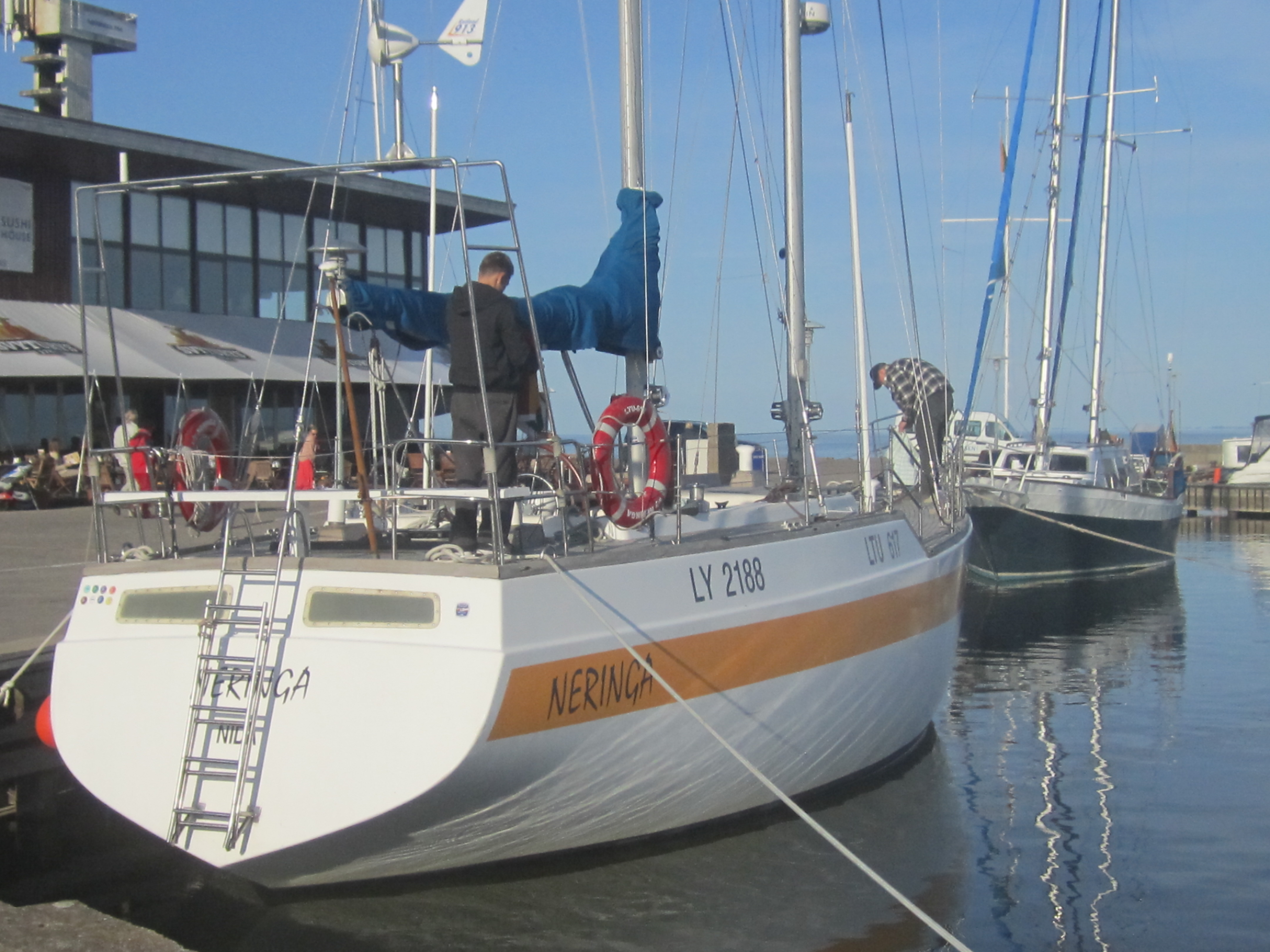
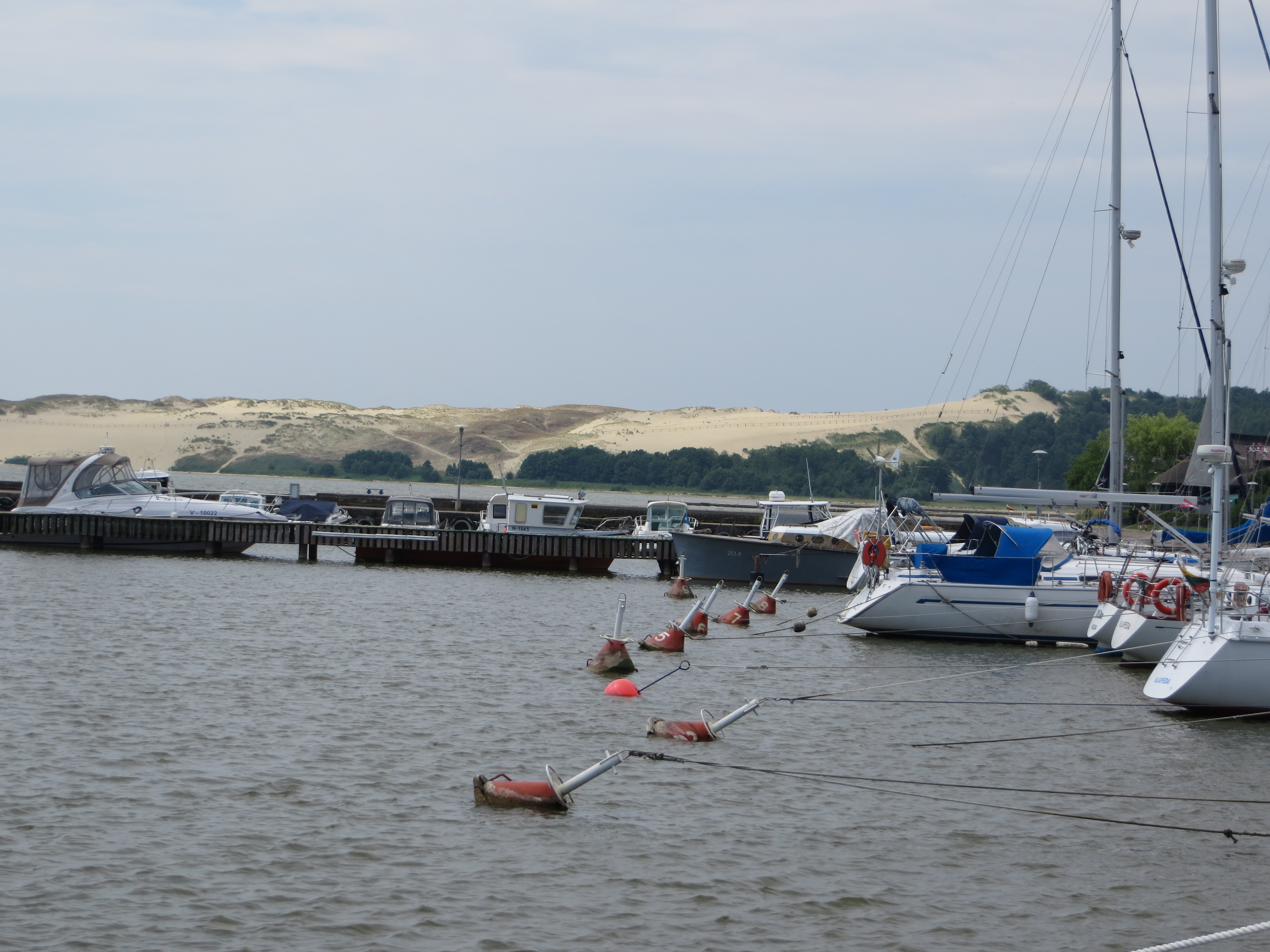
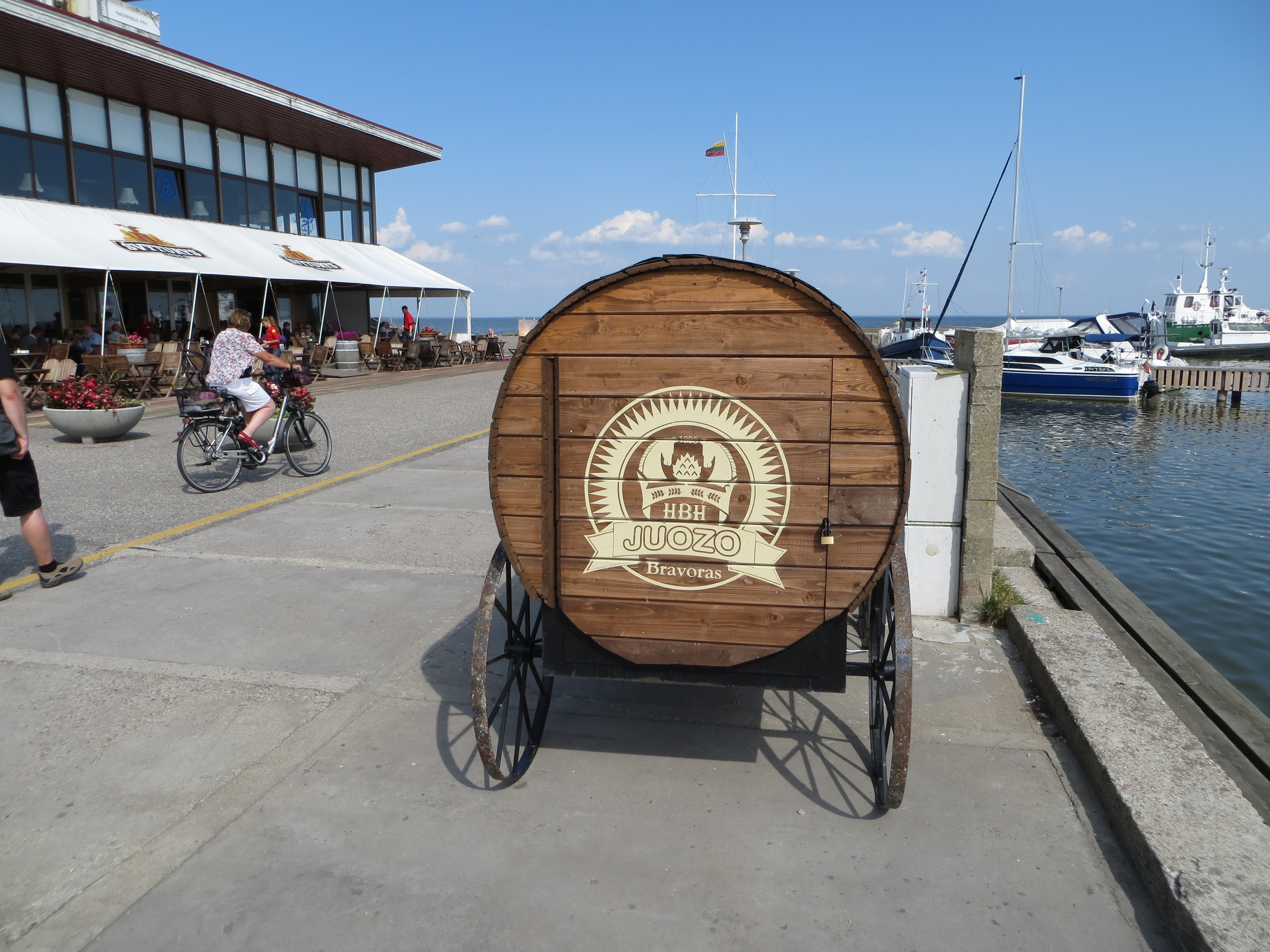
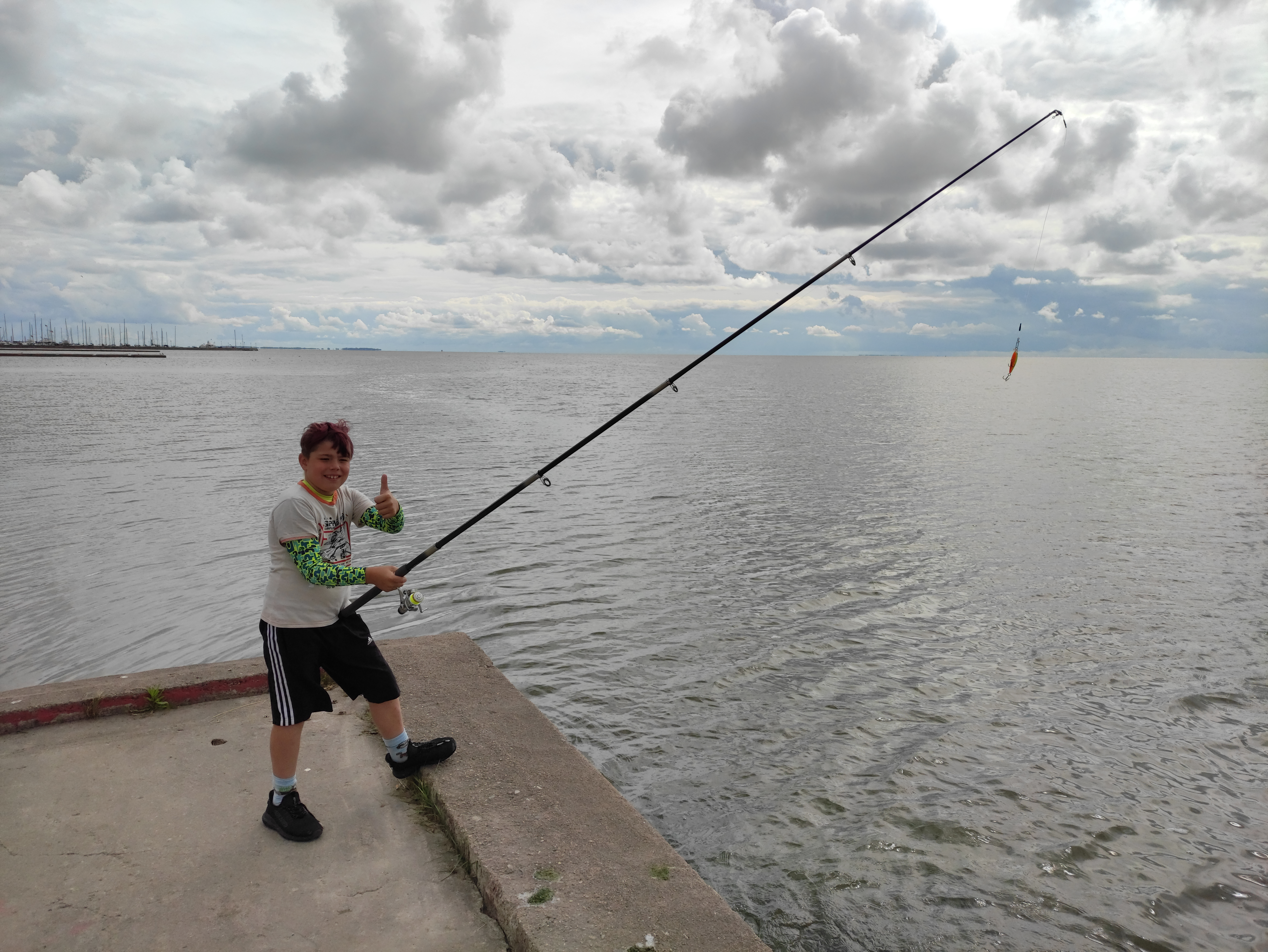
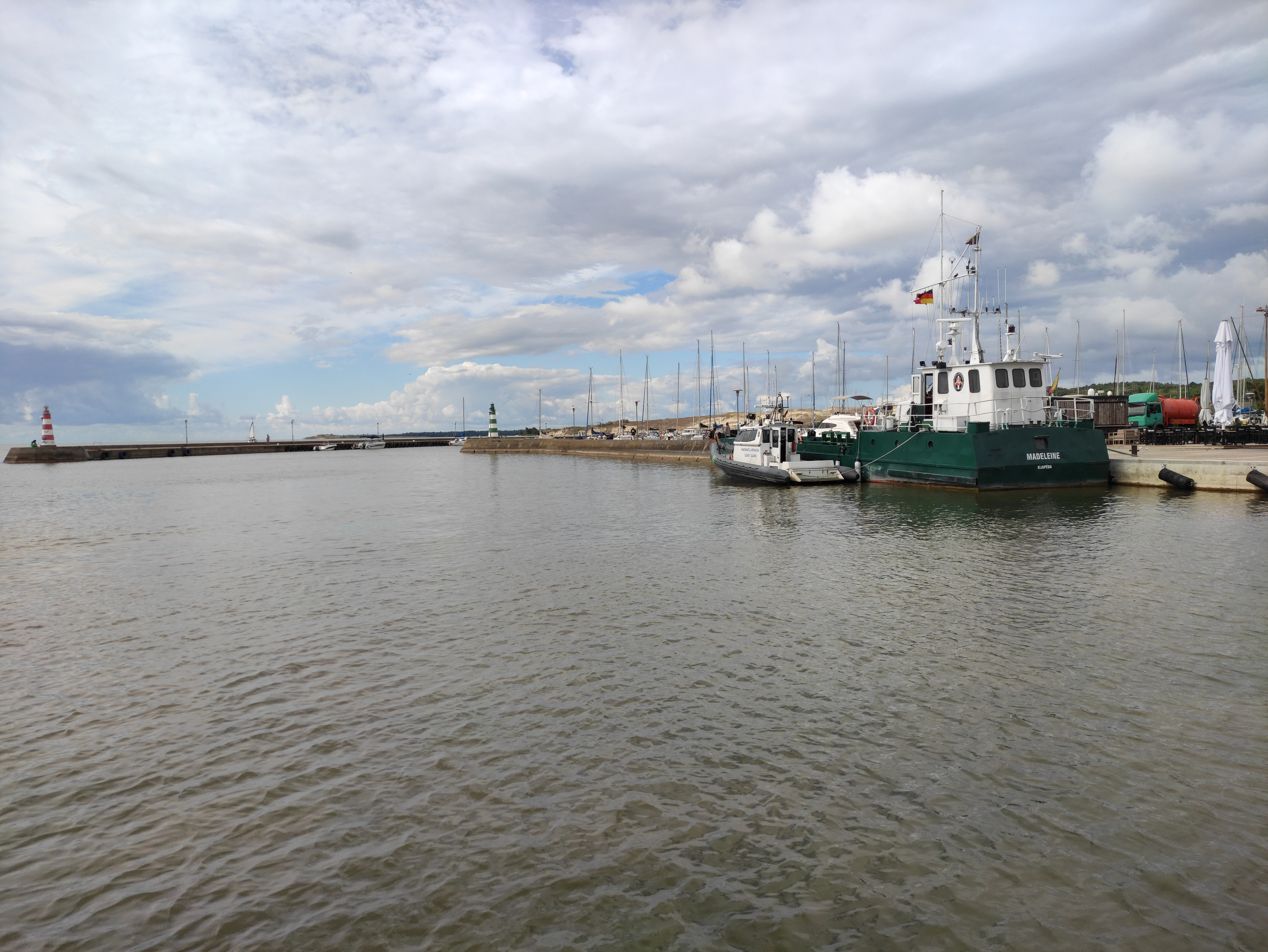
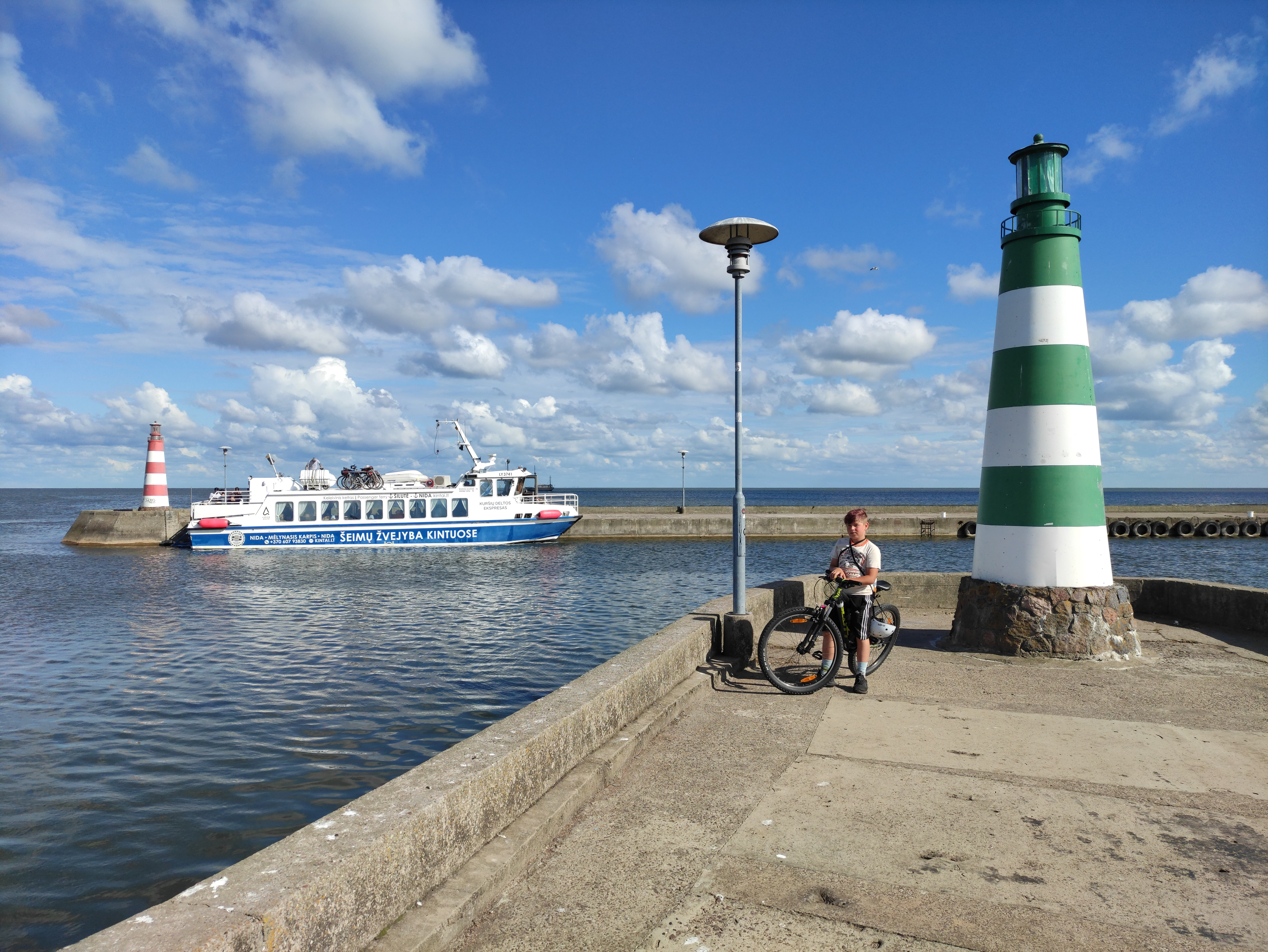

## Další informace
Mola přístavu jsou využívána také sportovními rybáři. Přístav je také dostupný místní hromadnou dopravou a je východištěm několika turistických tras a cyklotras.